# Шукшина, Мария Васильевна
Мари́я Васи́льевна Шукшина́ (род. 27 мая 1967, Москва, СССР) — советская и российская актриса кино, телевидения и дубляжа, телеведущая, переводчица и ютубер; заслуженная артистка Российской Федерации (2008).
Старшая дочь актрисы Лидии Федосеевой-Шукшиной и актёра, кинорежиссёра, писателя Василия Шукшина.

## Биография
Родилась 27 мая 1967 года в Москве. Старшая сестра Ольги Шукшиной (род. 1968). Есть также старшая единоутробная сестра, Анастасия Вячеславовна Воронина-Франсишку, родившаяся в 1960 году и старшая единокровная сестра (по отцу) Екатерина Васильевна Шукшина (род. 1965).
В возрасте полутора лет снималась в новелле «Братка» (киноальманаха «Странные люди», 1969), в 1972 году (вместе с сестрой Ольгой) — в ролях дочерей Расторгуевых в фильме «Печки-лавочки», а два года спустя сыграла роль Маши (дочери Вишнякова) в фильме «Птицы над городом» (реж. С. Никоненко, 1974).
В 1984 окончила школу № 1531, рядом с метро Алексеевская.
Окончила переводческий факультет Института иностранных языков им. Мориса Тореза.
С 12 октября 1999 по 19 декабря 2014 года — соведущая телепередачи «Жди меня» на «Первом канале». С 21 января по 3 июня 2018 года — ведущая телепередачи «В гости по утрам» на том же телеканале.
13 июля 2020 года создала Youtube-канал для публикации своих документальных фильмов о Среднеуральском женском монастыре и бывшем схиигумене Сергии (Романове).
Владеет английским и испанским языками.
В декабре 2021 года стала финалистом премии «Почётный академик ВРАЛ» в медицинской номинации за «выдающийся вклад в развитие и распространение лженауки и псевдонауки».
Член Российской академии кинематографических искусств.

## Личная жизнь
- Первый муж — Артём Трегубенко, переводчик. 
  - Дочь — Анна Трегубенко (род. 2 июля 1989), училась на продюсерском факультете ВГИКа[11]. Внук — Вячеслав Трегубенко (род. 21 ноября 2014)[источник не указан 1339 дней].
- Второй муж — Алексей Касаткин, бизнесмен. 
  - Сын — Макар Касаткин (род. 20 ноября 1997)[12]. Внук — Марк (род. 20 апреля 2018)[13][источник не указан 1339 дней].
- Третий муж — Борис Вишняков, юрист и бизнесмен[14][15]. 
  - Сыновья-близнецы: Фома и Фока (род. 31 июля 2005)[источник не указан 1339 дней].

## Общественная позиция
Является противником вакцинации от коронавируса SARS-CoV-2. За свою деятельность по популяризации опасных для здоровья населения идей в 2021 году была номинирована на антипремию «Почетный Академик АПЧХИ».
В марте 2022 года подписала обращение в поддержку военного вторжения России на Украину, стала автором нескольких доносов в отношении коллег и других лиц, критикующих военные действия на Украине, призвала доносить на тех, кто слушает песни украинских исполнителей.
В начале апреля 2022 года М. В. Шукшина опубликовала ссылку на ролик антивоенного выступления члена Совета Красносельского района Москвы Алексея Горинова с комментарием: «Вот такие депутаты у нас! И не где-нибудь, а под самым носом у Кремля». Существует мнение, что выступление Шукшиной стало причиной возбуждения в отношении Горинова уголовного дела, в результате которого 8 июля 2022 года Мещанский суд Москвы приговорил его к семи годам колонии по делу о распространении «фейков» о российской армии.
В 2023 году, вместе с советским и российским актером Юрием Владимировичем Назаровым, участвовала в открытии первого в современной России памятника Сталину в Великих Луках.
Мария Шукшина высказывает положительное мнение о Сталине. Она выражает недовольство «манипуляциями, направленными на дискредитацию Сталина и российской истории», и приветствует открытие памятников ему, считая его позитивным символом национального самоуважения.

## Санкции
25 марта 2022 года Мария Шукшина внесена в санкционный список Латвии «за пропаганду войны и поддержку агрессии Pоссии против Украины» с запретом въезда в страну. Также она была внесена ФБК в список коррупционеров и разжигателей войны за поддержку агрессии России против Украины.
19 октября 2022 года внесена в санкционный список Украины лиц, «которые публично призывают к агрессивной войне, оправдывают и признают законной вооружённую агрессию РФ против Украины, временную оккупацию территории Украины». 20 июля 2023 года внесена в санкционный список Канады против «лиц, использующих своё искусство для пропаганды вторжения России на Украину».

## Фильмография
1. 1969 — Странные люди (новелла «Братка») — Машенька
2. 1972 — Печки-лавочки — дочь Расторгуевых (нет в титрах)
3. 1974 — Птицы над городом — Маша, дочь Вишнякова
4. 1990 — Вечный муж — Катерина Федосеевна
5. 1995 — Американская дочь — Хелен Саймон, мама Энн
6. 1995 — Какая чудная игра — Оля
7. 1995 — Русская рулетка — Галина
8. 1998 — Цирк сгорел, и клоуны разбежались — Лена, вторая жена Николая (роль озвучена другой актрисой)
9. 2001 — Идеальная пара — журналистка
10. 2001 — Люди и тени — Лариса Стрелецкая
11. 2002 — Приключения мага — колдунья Катерина
12. 2004 — Моя большая армянская свадьба — Надя
13. 2004 — Дорогая Маша Березина — Катя Круглова, директор модельного агентства Look, подруга Маши, жена Александра, любовница Игоря, бывшая модель
14. 2004 — Узкий мост — Наташа, бывшая жена Владимира
15. 2004 — Не все кошки серы — Ванда
16. 2004 — Я тебя люблю — Александра Ордынцева, литературный «негр» писательницы Эммы Снегиной, автор пьесы, жена / бывшая жена известного актёра Глеба Ордынцева
17. 2005 — Брежнев — Елизавета, медсестра
18. 2006 — Папа на все руки — Юлия Славина
19. 2007 — Саквояж со светлым будущим — Катерина Кольцова
20. 2007 — Служба доверия — Марина Сазонова, аспирантка, сотрудница Службы доверия
21. 2008 — Без вины виноватые — Таиса Ильинишна Шелавина, товарка Кручининой
22. 2008 — Возьми меня с собой — Маргарита
23. 2008 — Индиго — Ирина Сергеевна Ардашникова
24. 2008 — Террористка Иванова — Полина Ивановна Иванова
25. 2009 — Правосудие волков — Ирина, мама Мики
26. 2009 — Похороните меня за плинтусом — Ольга, мама Саши Савельева
27. 2009 — Крыша — Татьяна Петровна, директор школы, мама Лены
28. 2009 — Возьми меня с собой 2 — Маргарита Каретникова
29. 2010 — Полиция Хоккайдо. Русский отдел
30. 2010 — Утомлённые солнцем 2: Предстояние — Зинаида
31. 2011 — Сделано в СССР — Татьяна Фертман
32. 2011 — Дело гастронома № 1 — Зоя Платонова
33. 2011 — Моя безумная семья — Лидия Николаевна, мама Вики
34. 2011 — 20 лет без любви — Нина Петровна Кричевская
35. 2012 — Кто, если не я? — Нина Беркутова
36. 2012 — Каминный гость — Элеонора, прокурор
37. 2013 — Станица — Марина Николаевна Горобец
38. 2013 — Ёлки 3 — Наташа
39. 2014 — Манекенщица — мама Вадима
40. 2014 — Уходящая натура — Вероника Алексеевна, жена Звонарёва
41. 2014 — До свидания, мальчики! — Евдокия Матвеевна, мать Коли
42. 2015 — Своя чужая — Александра Анатольевна Маринец, подполковник полиции
43. 2015 — Муж по вызову — Римма
44. 2016 — Ёлки 5 — Наташа
45. 2016 — Такая работа — Яна Ковалёва, журналист
46. 2017 — Серебряный бор — Татьяна Михайловна Архипова
47. 2017 — Любовь по-японски — Лиля Золотарёва
48. 2018 — МакМафия — Оксана Годман
49. 2019 — Ушедшие в туман — нейрофизиолог
50. 2019 — Ни шагу назад! — Лидия Сергеевна Сухова («Вобла»), начальник разведшколы
51. 2020 — Старые кадры — Александра Токарева
52. 2020 — Краш — Эля
53. 2020 — Игрок — Наташа
54. 2020 – Московский роман — Марианна Николаевна Тычкина, мама Юры
55. 2020 — Родитель — Ксения
56. 2022 — Иван Семёнов: Школьный переполох — главная роль
57. 2022 — Умная Маша — мать Константина
58. 2023 — Иван Семёнов: Большой поход — Марго

### Дубляж
- 1965 — Доктор Живаго — Тоня Громеко (Джеральдин Чаплин)
- 2001 — Любовь зла — Розмари Шэнехан (Гвинет Пэлтроу)

### Клипы
- 2006 — Николай Трубач — «Разлюбившая»
- 2007 — агитационные ролики ЦИК РФ[28]

### Киножурнал «Фитиль»
- 2008 — Выпуск № 179 (новелла «За всё в ответе») — Вера

## Награды
Государственные награды:

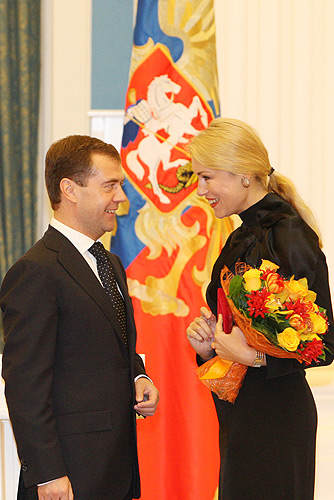
Во время присвоения звания «Заслуженный артист РФ» с Д. А. Медведевым. 2008 г.

- Медаль ордена «За заслуги перед Отечеством» II степени (27 ноября 2006) — за большой вклад в развитие отечественного телерадиовещания и многолетнюю плодотворную деятельность[29]
- Почётное звание «Заслуженная артистка Российской Федерации» (14 июля 2008) — за заслуги в развитии отечественного кинематографа[3]
- Почётная грамота Президента Российской Федерации (12 декабря 2017) — за заслуги в развитии отечественной культуры и искусства, многолетнюю плодотворную деятельность[30]
- Медаль ордена «За заслуги перед Отечеством» I степени (23 ноября 2020) — за большой вклад в развитие отечественной культуры и искусства, многолетнюю плодотворную деятельность[31]

Другие награды:
- Премия Правительства Санкт-Петербурга в области литературы, искусства и архитектуры за 2009 год «За вклад в развитие киноискусства» (17 июня 2010) — за создание фильма «Похороните меня за плинтусом» (2009)[32]
- Ника (2010) — за лучшую женскую роль второго плана в фильме «Похороните меня за плинтусом» (2009)
- Юбилейная медаль «75 лет Кемеровской области» (5 марта 2018)[33]
- Фигаро (2022) — в номинации «За правду в искусстве и в жизни»[34]

## Документальные фильмы
- «Мария Шукшина. „Расскажите мне о моём отце“» («Первый канал», 2009)[35]